# Aphanogmus yala
Aphanogmus yala (лат.) — вид наездников рода Aphanogmus из семейства Ceraphronidae. Встречается в Африке: Кения (Западная провинция, Kakamega Forest; 00°12′09 N, 34°52′6 E; 1553 м). Вид назван по имени реки Яла (Yala), расположенной недалеко от типового местонахождения.

## Описание
Тело очень мелкое (около 0,81 мм), коричневое. Усики самца 11-члениковые. От близких видов отличается следующими признаками: ширина мезоскутума 1,65 × ширина мезоскутума; длина грукди 1,64 × ширина мезоскутума. Гениталии самца: харпе пальцевидные апиковентрально в вентральном и дорсальном видах и расширены в латеральном виде; индекс харпе/гвк 0,32; вентромедиальные края харпе нечеткие у дистовентрального края гвс, вентромедиальный край харпе выпуклый и харпе перекрываются в базальной половине, вогнутый в апикальной половине и харпе соприкасаются в апикальной части; вентральный край харпе прямой, дорсальный край нечеткий, латеральный край слегка выпуклый и направленный дистомедиально в базальной половине, прямой и направленный дистомедиально в апикальной половине; гениталии умеренно склеротизированы с наиболее сильной склеротизацией на дистальном крае харпе.